# ニンテンドーeショップ
ニンテンドーeショップ（ニンテンドーイーショップ、Nintendo eShop）とは、任天堂のゲーム機である、ニンテンドー3DS(以下、3DS)、Wii U、Nintendo Switch（以下、Switch）を対象とした、デジタル配信（ダウンロード販売）やソフトウェアに関する情報・映像の閲覧が行えるオンラインストアである。2011年6月7日よりサービスを開始した。後に発表されたニンテンドーネットワーク（NNID）のサービスの一つ。
2023年3月28日をもって3DS、Wii Uにおける本ソフトのサービスが一部終了した。(購入済みソフトの再ダウンロードやソフトの情報を閲覧する機能、更新データの受信は引き続き利用可能)

## 概要
「ダウンロードソフト」の購入、ソフト（パッケージソフト含む）の情報や紹介映像・テレビCMなどの映像の閲覧、ソフトの評価、体験版のダウンロードなどを行うことができる。
Wiiでは「ダウンロードソフト」の販売は『Wiiショッピングチャンネル』、ソフト情報の閲覧は『みんなのニンテンドーチャンネル』というように、別々のサービス（ソフト）になっているが、このニンテンドーeショップではこれらを1つのサービス（ソフト）に集約したような形となっている。
Wiiの『Wiiショッピングチャンネル』やニンテンドーDSiの『ニンテンドーDSiショップ』は、ブラウザベースのソフトであったためページ切り替えなどのレスポンス（動作速度）が遅い欠点があったが、ニンテンドーeショップではブラウザの構造を変えたことにより、軽快なレスポンスを実現している。
なお、Wii Uのeショップで3DS用ソフトの情報を見ることもできるが、ソフトの購入はそれぞれのeショップでしかできない。また、チャージしている残高の共有は2013年12月10日の(Ver7.0.0-13J)
更新により同一のIDを登録すれば可能。
サービス全体のUI/UX設計は任天堂のUI/UXデザイナー、藤野洋右が担当している。

### ニンテンドー3DS
ニンテンドーeショップを利用するには3DSの本体のバージョンを最新にする必要がある。最新ではないバージョンの場合は、3DS本体をインターネットに接続して「本体の更新」を行う必要がある。本体のバージョンがVer.2.0.0-2J以上になると、3DSのHOMEメニューに『ニンテンドーeショップ』のソフトウェアが追加される。また、オンラインストアという性質上、利用時にも3DS本体をインターネットに接続する必要がある。インターネットに接続してHOMEメニューの『ニンテンドーeショップ』を起動することで、ニンテンドーeショップの各種サービスを利用することができる。
E3やカンファレンスなどの直後からは、期間限定で出展された3Dプロモーション映像がダウンロード配信される。ニンテンドー3DSカンファレンス 2011後の配信映像には当該ソフトのおしらせ機能が追加された。
2011年12月7日の更新によって、追加コンテンツの購入、体験版（起動回数制限あり）の提供、ダウンロードの後から、いつの間に通信により受信する方法も選択できるようになった。また、クレジットカード情報の保存機能や、ニュース（更新情報）のページに最新の更新があるとお知らせマークがつくようになった。
任天堂をはじめ、各メーカーによるソフトの期間限定での割引セールも度々行われている。またニンテンドーネットワークIDを登録した状態でニンテンドーeショップを起動した場合、その後はeショップを利用する際にログインが必要となる。
ダウンロードしたソフトはDSiウェアのソフトのみ本体保存メモリに保存される。それ以外のソフトはSDカードに保存されるため、SDカードがないと購入したソフトをダウンロードできない。保存されたソフトはHOMEメニューの項目に追加される。DSiウェアまたはバーチャルコンソール、3DS用ダウンロードソフトのセーブデータはダウンロードしたソフト内に一緒に保存されており、ソフトを本体から削除するとセーブデータも一緒に削除される。一部の3DS用ダウンロードソフトまたは体験版、ムービーのソフトは追加データと別々になっているため、ソフトを削除しても追加データが消えることはない。
DSiウェアのソフトはSDメモリーカード・SDHCメモリーカードにコピーすることができるが、コピーしたソフトを直接起動したり、他のDSi本体にコピーしたりすることはできない。それ以外のソフトはSDカードに保存されているため、直接起動できる代わりにコピーすることはできない。ただし3DS関連のデータは基本的に「Nintendo 3DS」というフォルダに全て入っているため、SDカードを取り出して他のSDカードへ引っ越したり、PCに一括バックアップをすることは可能である。

### Wii U
基本的なシステムは3DSのeショップと同様だが、HOMEボタンメニューにも常に表示されており、各ソフトウェアを起動したまま立ち上げられるようになっている。

### Nintendo Switch
Switchをインターネットに接続し、Ver2.0.0に更新することで利用が可能になる。ブラウザベースであるためWii U版と同じ程度に処理速度が遅延する場合がある。
SwitchはニンテンドーネットワークIDは使用せず、ニンテンドーアカウントを利用することになる。
配信はSwitch専用ソフトのダウンロード版とダウンロード専用ソフト。バーチャルコンソールのサービスは非対応だが、Nintendo Switch Online加入者向けにファミリーコンピュータやスーパーファミコン、NINTENDO 64などの一部ゲームをSwitch上で遊べるサービスが提供されている。
3DSやWii Uとの残高共有は、ニンテンドーアカウントとニンテンドーネットワークIDを連携し、共有することで可能。その後に連携を解除した場合、残高は全てニンテンドーアカウントに残る。

## ソフトのダウンロード販売
ニンテンドーeショップでは以下のソフトが販売されている。
ソフトウェアの追加コンテンツ販売
3DSでは2012年2月からソフトウェアの追加コンテンツの販売に対応した。
パッケージソフトのダウンロード版
3DSでは2012年7月28日から、Wii Uでは本体発売と同時（2012年12月8日）に、Switchでも本体発売と同時（2017年3月3日）にパッケージソフトのダウンロード販売が開始された。小売店でダウンロード番号を購入し、ニンテンドーeショップで番号を入力することでダウンロードが可能となる（ダウンロード有効期限はダウンロード番号購入日またはソフトウェア発売日（ダウンロード可能日）のいずれか遅い方から150日）ほか、ニンテンドーeショップでも直接購入可能。
任天堂は「ソフトそのものの価値をお客様に提供している」観点からパッケージ版、ダウンロード版共に、希望小売価格は基本的に同額に設定しているが、パッケージ版同様に店が自由に値引き販売が可能なため、ダウンロード版も店頭によって価格が異なってくる。サードパーティのソフトはパッケージ版とダウンロード版の希望小売価格が異なる場合もある。
ダウンロード販売にはPOS端末がPOSAに対応していることが条件となり、大手量販店、コンビニエンスストアから順次販売を開始している。
2014年10月より一部のオンラインショップ（楽天ブックス、ヨドバシ.com）で、ダウンロード版購入時にニンテンドーネットワークID（NNID）とパスワードを入力することにより、本体側でダウンロード番号を入力しなくても「いつの間に通信」を介して、ソフトが自動でダウンロードされるサービスが開始された。今後も対応ショップを拡大予定で、Amazon等でも導入される予定。
2015年には「あらかじめダウンロード」機能が追加された。これは発売日よりも前にダウンロード版を購入した場合、ソフトのデータの大部分を事前にダウンロードし、発売日に残りのデータをダウンロードしてプレイ可能となる。
なお、上記のダウンロード販売開始日以降に任天堂より発売されたパッケージソフトは、一部の例外を除き、同じ内容でダウンロード版も発売されている。
Wii UではWiiとの互換機能を応用して、2015年1月15日よりWiiパッケージソフトの一部がWiiディスクソフト ダウンロード版として販売開始された。
バーチャルコンソール
3DSではゲームボーイ、ゲームボーイカラー、ファミリーコンピュータ、スーパーファミコン（Newニンテンドー3DSでのみ対応）、ゲームギア、PCエンジンのソフトが、Wii Uではファミリーコンピュータ、スーパーファミコン、PCエンジン、MSX、ゲームボーイアドバンスのソフトが配信されていた。Switchでは現在配信されていない。

### ニンテンドー3DS版
ニンテンドー3DSダウンロードソフト
完全新作のソフトや、過去に発売されたソフトを3D立体視に対応させた「3Dクラシックス」と呼ばれるソフト群が配信された。
ニンテンドーDSiウェア
ニンテンドーDSiウェア（ニンテンドーDSiではニンテンドーDSiショップで配信）が一部のソフトを除き、そのままニンテンドーeショップでもダウンロードできた。
New3DSダウンロードソフト
Newニンテンドー3DS専用のダウンロードソフト
テーマ
3DSメニュー内のアイコンではなく、3DSメニュー内の左上のボタンを押して「テーマを変える」、「テーマショップを見る」の　順に押すことで見ることができるショップ「テーマショップ」から購入するもの。3DSメニューそのものの絵柄を変更できる「テーマ」を購入できる。テーマのダウンロード専用のダウンロードコードの入力もテーマショップから行う。
無料ソフト、体験版のダウンロード
3DS用ソフトの体験版もダウンロードできるが、起動可能な回数が制限されている、期日による制限は設けられていない。起動可能な回数はそれぞれの体験版によって異なるが、3回程度 - 最大30回のものが多い。起動できる回数が0回になると、削除以外の操作ができず、当該の体験版を再度ダウンロードしても、残り0回が保持されたままで起動できない。一部ソフトでは、体験版のデータを製品版に引き継ぐことが可能で、起動回数が0回になると引き継ぎもできなくなる。その一方で起動回数の制限がない体験版ソフトもあり、それらは「特別体験版」「おためし版」「試遊版」などと通常の体験版とは区別されている。また体験版とは分類がやや異なるが、『ブレイブリーデフォルト たっぷり無料で遊べる版』のように、有料でアップグレードすることにより、製品版と同内容でプレイ可能なソフトも存在する。
無料ソフトについては、体験版と違い無制限で起動可能。
無料ソフトの一部
うごくメモ帳 3D
DSiウェア『うごくメモ帳』の3DS版で、2013年7月24日より無料配信（2013年11月1日にフレンドうごメモギャラリーのサービス停止、2018年4月2日にワールドうごメモギャラリーのサービス終了）。
YouTube
YouTubeが見られるようになるソフト。2019年9月3日にサービス終了。
ニコニコ
ニコニコ動画が見られるようになるソフト。視聴にはニコニコ動画のアカウントが必要（アカウントには有料の「プレミアム会員」と無料の「一般会員」の2種類があり、プレミアム会員になると常時高画質で視聴できる）。3Dに対応しており、コメントは3Dで表示される。2023年3月31日にサービス終了。
体験版、無料ソフトともに2013年12月10日以降、ニンテンドーネットワークIDを登録しないとダウンロードができなくなった。
映像配信サービス
過去には、日本テレビ・フジテレビと任天堂が協力して独自の3D映像を提供するいつの間にテレビ（2011年6月21日 - 2012年6月20日）や、任天堂がおすすめする3D映像をいつの間に通信によって配信するニンテンドービデオ（2011年7月13日 - 2014年3月31日）といった無料映像配信サービスが存在した。現在はいつの間にテレビ、ニンテンドービデオは両方サービス終了している。
レビューシステム「みんなの声」
ニンテンドーeショップには、ソフトをレビューするシステム「みんなの声」が存在する。このシステムはソフトを1時間以上遊ぶとレビューできる仕組みになっており、購入者しか書き込めないため、信頼度の高いレビューを見ることが可能。3DSからでしかレビューを閲覧できない。

### Wii U版
Wii Uダウンロードソフト
ダウンロード専用のゲームやパッケージソフトのダウンロード販売のほか、YouTube、ニコニコ、Huluといった動画視聴ソフトが無料で配信されていた。ただし、YouTubeに関しては任天堂側の要請で2022年にサービスを終了した。

### Nintendo Switch版
Switchソフトのダウンロード版
Wii U・3DSに引き続き、パッケージソフトのダウンロード版が配信される。
Switchダウンロード専用ソフト
一部のソフト（「いっしょにチョキッと スニッパーズ」など）はパッケージ版の設定がなく、ダウンロード専用ソフトとなっている。

### Nintendo Switch 2版
Switch 2ソフトのダウンロード版、Switch 2ダウンロード専用ソフト
Switch 2ソフトにおいては容量膨大化により、パッケージ版の価格が同内容のダウンロード版より上回るケースが存在する。

## 課金

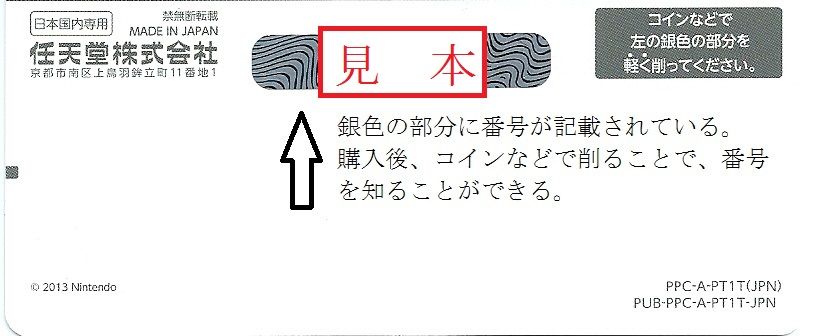
ニンテンドープリペイドカード番号記載部分（銀色スクラッチ部）

ニンテンドーeショップで配信されるソフトのほとんどが有料となっており、決済方法は以下の流れとなっている。なお、残高の追加は2011年6月に発売開始された3DS対応の「ニンテンドープリペイドカード」のみ対応で、それ以前に発売されていたWii/DSi用のニンテンドーポイントプリペイドカードは原則使用できない。ニンテンドーポイント(Wiiポイント及びDSiポイントのウェブサイトなどからの手続きによる払い戻しについては2019年に終了し、それ以降は任天堂のお問い合わせ窓口への問い合わせなどによる非公式の払い戻し方法のみが利用可能。交通系電子マネーによる決済については3DS/Wii Uでのみ利用できたが2024年現在は終了済み。
残高の追加方法は以下の通り（以下で記述されている価格は全て消費税込み表記）。
クレジットカードを利用して追加
追加できる残高の単位は500円・1,000円・3,000円・5,000円の4種類。ただし後述の方法に限っては細かく追加することができる。
また、Wii・DSiとは違い、一度利用したクレジットカードの情報を本体に登録することができ、以後はパスワードのみで決済が可能となる。3回連続でパスワードを間違えた場合は登録された情報が削除される。
3DSシリーズ又はWii Uでは2022年1月18日（火）午前9時以降よりクレジットカードでの追加は出来なくなった。またこれによりNew ニンテンドー3DS、New ニンテンドー3DS LL、New ニンテンドー2DS LLではインターネットブラウザーのフィルタリング機能があったがクレジットカード認証が出来なくなる関係上、2022年1月18日（火）午前9時以降より、フィルタリング機能の設定が解除できなくなった。その他にもカラオケ JOYSOUND for Wii Uにて利用券をクレジットカードを使用する事により自動継続購入することが可能だったが、2021年10月26日以降よりチケットの自動継続購入の終了、それに伴い自動継続に付随するサービス（YouTubeへの投稿機能など）も利用できなくなった。
ニンテンドープリペイドカードを購入して追加
任天堂製品販売店やコンビニエンスストアで販売されている「ニンテンドープリペイドカード」を購入し、裏面スクラッチ部分に書かれている番号を入力することにより、購入した金額分の残高が追加される。
通常のカードの額面は2022年2月現在、1,500円・3,000円・5,000円・9,000円の4種類。
過去に通常のカードにあった1,000円・2,000円分が必要な場合は、後述のプリペイド番号の購入で入手可能。
ニンテンドープリペイド番号をコンビニで購入して追加
コンビニエンスストアで「ニンテンドープリペイド番号」を購入し、用紙などに書かれている番号を入力することにより、購入した金額分の残高が追加される。
ニンテンドープリペイド番号を販売しているコンビニチェーンは以下の通り。
- セブン-イレブン
- ローソン
- ファミリーマート
- サークルK
- サンクス
- ミニストップ
- デイリーヤマザキ
- セイコーマート（北海道、埼玉県、茨城県のみ）

ニンテンドープリペイド番号をオンラインショップで購入して追加
オンラインショップで、ニンテンドープリペイド番号の販売を行っている。
web上で購入し、通知された番号をニンテンドーeショップに入力することにより、購入した金額分の残高が追加される。
決済は携帯電話・スマートフォン（au・docomo・SoftBank）の利用料金およびウェブマネー、クレジットカードで可能。
かつては携帯電話サイトにて専用の「ソフトショップ」が開設され、番号の購入が可能であった（現在は終了）。
本体に保存できる残高は最大70,000円まで。
ただし、2011年5月以前に販売されていた「ニンテンドーポイントプリペイドカード」や、2011年6月1日以前に販売されていた「ニンテンドーポイントプリペイド番号」は3DS・Wii U・Switchへの残高追加に使用することはできない。なお、WiiやDSiにチャージされているニンテンドーポイントを3DS・Wii U・Switchに移行することはできない。
残高不足分の追加
商品を選択した後、残高が商品の価格に満たない場合に限り、不足額を追加することが可能。
支払い方法はクレジットカードまたはPayPal。

## ソフト情報の閲覧
発売もしくは発売予定のソフトに関する情報を閲覧可能。動画のストリーミング配信も実施されており、ニンテンドー3DSの一部の動画ではみんなのニンテンドーチャンネルと同時配信されていた。

## 海外

### Nintendo Switch
日本と同じく、北米・欧州・豪州ではSwitch本体からソフトの購入をすることが可能。
2018年12月17日、韓国・香港においても本体からの購入に対応した。
これ以外の地域ではSwitch本体からの購入に対応しておらず、Web版のeショップからソフトを購入しダウンロード番号を取得、Switch本体でダウンロード番号を入力する必要がある。
香港では、任天堂が運営するeショップと外部が運営するeショップが並行して存在している。
ロシアでは2022年のウクライナ侵攻に伴う制裁措置により同年3月から運営を停止、その後2023年5月末で正式にサービスを終了した。
中国でも任天堂とテンセント（騰訊）の提携により2019年からサービス開始されたが、中国当局による検閲を通過したタイトルしか発売されず、他国向けに比べラインナップが少ない（全体の1%程度、2024年時点で約50作品）。中国版のサービスは、2026年3月から5月にかけて段階的に終了する予定（2024年11月発表）。